# Gösta Häggqvist
Gustav (Gösta) Per Engelbert Häggqvist, född 18 oktober 1891 i Rödöns socken, Jämtlands län, död 28 mars 1972 i Danderyds församling, Stockholms län, var en svensk läkare (histolog).

## Biografi
Gösta Häggqvist var son till kontorsskrivaren Gustav Häggqvist och Malin, född Molin. Han tog studentexamen i Härnösand 1910. 1914 blev han med. kand. vid Karolinska institutet, med. lic. 1918 och med. dr och docent vid Lunds universitet 1919 och docent vid Karolinska Institutet 1922. 1923 blev han professor i histologi och anatomi vid Karolinska institutet. Därtill var han inspektor vid Tandläkarinstitutet 1929–32, styrelseledamot i Rasbiologiska institutet samt ledamot av läkarutbildningskommittén. Sommaren 1943 deltog han i den av Tyskland sammankallade internationella kommissionen för undersökning av massgravarna vid Vinnytsja i det av Tyskland ockuperade västra Ukraina.
1939 blev han hedersdoktor i Sofia, Bulgarien, 1940 ledamot av Kungliga Vetenskapsakademien och 1955 hedersdoktor vid Tandläkarhögskolan i Stockholm. Häggqvist blev ordförande i Svenska läkaresällskapet 1952. Han var ledamot av Vetenskapsakademien och dess preses.
Häggqvist satt i styrelsen i den svenska högerextrema föreningen Samfundet Manhem och var medlem av dess vetenskapliga råd. Han var dessutom medarbetare i den vid det laget öppet nazistiska Nationell Tidning, ledamot i Sveriges nationella förbund, medlem i Riksföreningen Sverige–Tyskland och aktiv i Nationalsocialistiska blocket.
1917–27 var Häggqvist gift med sin kusin Rose-Marie Häggqvist, och därefter från 1928 med Klara Maria Gunhild (Gull) Sauber. Han är begravd på Djursholms begravningsplats.